# Јеремића кућа
Јеремића кућа се налази у Ивањици, смештена је у оквиру просторно културно-историјске целине од великог значаја Стара чаршија у Ивањици и један је од визуелних симбола града.
Кућа је најстарија сачувана зграда у Ивањици и једна је од дванаест које нису изгореле у великом пожару 1846. године. Реконструисана је по пројекту Завода за заштиту споменика културе из Краљева и стављена под заштиту државе као непокретно културно добро од великог значаја.